# EXiin
eXiin is een Belgisch ontwikkelaar van computerspellen gevestigd in het Brusselse. De ontwikkelingsactiviteiten begonnen reeds in 2014 maar de BVBA zelf werd in 2016 opgericht.

## Producties
- 2020 - Ary and the Secret of Seasons
- 2016 - Afterloop
- 2014 - Rote